# 阮善述

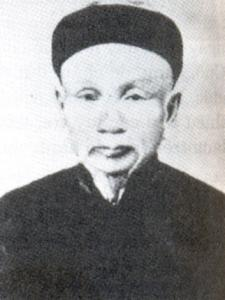
阮善述

阮善述（越南语：／；1844年—1926年），《國朝鄉科錄》“阮德述”，字孟孝（越南语：／），越南阮朝官員。勤王運動中領導人之一，人稱贊述（越南语：／）。

## 生平
阮善述是海陽省平江府唐豪縣白杉總春育社（今屬興安省美豪市社春育社春陶村）人。嗣德二十七年（1874年），阮善述參加南定場鄉試，考中秀才。嗣德二十九年（1876年），再次參加南定場鄉試，考中舉人。後被任命為海陽贊襄軍務。1881年，被派往山西，任山西贊襄軍務。1883年，法國發動北圻遠征。法國軍隊勢如劈竹，越南軍隊不能抵抗。阮善述前往故鄉海陽募兵，抵抗法國軍隊。同年阮文祥代表越南阮朝朝廷，同法國簽訂《第一次順化條約》。朝廷命令各地的軍隊停止抵抗，但阮善述拒絕執行命令，退到東潮縣（今屬廣寧省東潮市），與劉永福的黑旗軍互相聲援，繼續抗擊法軍。
1885年，兵部尚書尊室說以咸宜帝的名義發佈《勤王詔》，號召越南人起兵反抗法國的殖民統治。阮善述在興安省起兵，發動荻林起義，與提督謝現、黑旗軍餘黨梁三奇合兵，以荻林道地區為根據地，攻打興安、海陽、太平等省。
1888年，北圻經略使阮仲合任命海陽總督黃高啟為剿撫使，圍攻荻林。阮善述戰敗，流亡中國。1926年，在廣西省南寧逝世。今南寧市郊有阮善述墓。